# Kwhgアーキテクツ
kwhgアーキテクツ一級建築士事務所は、川原田 康子（かわはらだやすこ、1964-　）と比嘉 武彦（ひがたけひこ、1961年-　）の二人によるアトリエ系建築設計事務所。所在地は東京都杉並区。2004年に、1999年設立のカワハラダヤスコ+KwhDアーキテクツ一級建築士事務所と、2001年設立の比嘉武彦建築研究所を改組して誕生。
川原田康子は日本の建築家。山口県出身。1987年、早稲田大学理工学部建築学科卒業。大学卒業後の1987年から、長谷川逸子・建築計画工房勤務の後、独立。
比嘉武彦は日本の建築家。沖縄県那覇市出身。1986年、京都大学工学部建築学科卒業。
1986年から、長谷川逸子・建築計画工房勤務。不知火病院“海の病棟”ストレス・ケア・センターや新潟市民芸術文化会館などを手掛けた。2001年に独立。梅ヶ丘コーポラティブハウスROXI住戸設計など。編著に『長谷川逸子／ガランドウと原っぱのディテール』（長谷川逸子・建築計画工房／　彰国社）など。

## 作品
- 武蔵野プレイス(コンペティション当選、日本建築学会賞作品賞)[6][7][8][9][10][11][12]
- 武蔵野市立境南ふれあい広場[13]
- 伊香保グリーン牧場森のカフェGreen Leaf[14]
- 伊香保グリーン牧場ホースパーク(乗馬場)
- Museo新大阪オフィスビルリノベーション（大阪府大阪市、2006年）
- 奥沢のコーポラティブ集合住宅(2008年）[15]
- 仙川コーポラティブハウス
- 浮間の集合住宅
- 成東駅前観光交流センター「さんむすび」[16]
- 桜川市桃山小中一貫教育校校舎[17]
- 岐南町庁舎（コンペティション当選、岐阜県）[18]
- mh house[19]
- house krk
- 東急不動産セレクトスクエア等々力
- 東急不動産 クオリア恵比寿デザイン監修
- LSMビル
- HmD complex美容室＋住宅（広島県広島市、2000年）[20][21][22][23]